# Fryderyk Jagiellończyk
Fryderyk Jagiellończyk (en français : Frédéric Jagellon), né le 27 avril 1468 à Cracovie, et mort dans la même ville le 13 mars 1503, est un cardinal polonais, fils cadet du roi de Pologne Kazimierz IV Jagellon et d'Élisabeth de Habsbourg.

## Biographie
Fryderyk Jagiellończyk est clerc à Cracovie et y est nommé évêque en 1488.
Selon l'Annuaire pontifical catholique de 1934, il est créé cardinal in pectore par Innocent VIII mais cette nomination n'est pas publiée. Le pape Alexandre VI le nomme cardinal lors du consistoire du 10 décembre 1493, à la demande de ses frères, les rois de Hongrie et de Pologne. Il est nommé archevêque de Gniezno en 1493.